# Diestota angustula
Diestota angustula är en skalbaggsart som först beskrevs av Thomas Casey 1906.  Diestota angustula ingår i släktet Diestota och familjen kortvingar. Inga underarter finns listade i Catalogue of Life.